# 鞠姓
鞠姓是中文姓氏之一，在《百家姓》中排第390位。

## 起源
鞠氏出自姬姓，是以字为氏。《元和姓纂》中记载，后稷有位孙子名叫鞠陶，据说出生时手心有鞠字，遂以此命名，其后代便以祖先的字为氏。清人张澍所撰的《姓氏寻源》中说：《姓纂》的说本《姓谱》，附会不可从，不是以字为氏。

## 郡望
- 汝南郡：汉高帝时置，治所在今河南上蔡一带。

## 延伸阅读
[在维基数据编辑]
 《百家姓》
 《欽定古今圖書集成·明倫彙編·氏族典·鞠姓部》，出自陈梦雷《古今圖書集成》